# Cratere Hellman
Hellman  è un cratere sulla superficie di Venere. Deve il suo nome alla drammaturga statunitense Lillian Hellman.